# Totenuhr
Die Totenuhr ist im Volksglauben ein Zeichen des nahenden Todes, der sich durch das Ticken seiner Uhr ankündigt. Dieses ist als Klopfen aus der Wand zu hören.
Der Name Totenuhr entstand aus dem Glauben, dass es sich bei dem Klopfen um die Geräusche der Uhr des vorbeikommenden Todes handelt. Derjenige, der die Totenuhr hört oder ein anderer Bewohner des Hauses waren entsprechend dem Tod geweiht. Alternativ entstand auch der Begriff des Totenhammers, der das Klopfen auf das Werk von Hausgeistern zurückführt.

## Biologie
Bereits in der Oeconomischen Encyclopädie (1773–1858) von Johann Georg Krünitz wird allerdings der wahre Verursacher des Klopfens ausführlich beschrieben:

„Todtenuhr, Anobium pertinax, ein Käfer, welcher zu den Holzzerstörern gehört, welche den Lateinischen Namen Deperditores führen. Er ist schwarzbraun, die Flügeldecken sind gestreift und punktiert. Die Länge beträgt 2 Linien. Die Larve hält sich in den Häusern im <185, 541> Holze auf, richtet im Hausgeräthe großen Schaden an, verursacht beim Nagen einen, dem Geräusche einer Taschenuhr ähnlichen Ton, daher der Name Todtenuhr, weil der Aberglaube darin eine Todesanzeige wähnt. – Auch eine Benennung der Bücherlaus, Psocus pulsatorius s. Termes pulsatorium et satidicum. S. auch den Art. Papierlaus, Th. 107, S. 107.“

Heute tragen verschiedene Insekten im Holz den Namen Totenuhr:
- die Totenuhr (Trogium pulsatorium), ein Vertreter der Staubläuse (Troctidae). Dieses kleine Insekt erzeugt ein Klopfen durch das Aufschlagen des Hinterleibes auf den Boden.
- der Gescheckte Nagekäfer, ein Vertreter der Klopfkäfer (Anobiidae). Die männlichen Käfer trommeln mit dem Kopf auf das Holz, um Geschlechtspartner anzulocken.

Manchmal wird auch der Gemeine Nagekäfer als Totenuhr bezeichnet. Allerdings erzeugt dieser keine Klopfgeräusche.

## Verwendung in der Kunst
Wohl im Zuge der Pestzeit während des Dreißigjährigen Krieges wurden erste mechanische Todtenuhren errichtet, so zum Beispiel die Standuhr in der Stiftskirche Altötting (wohl um 1634), auf der eine Skelettfigur als Sensenmann im Takt der Uhr mäht. Die Figur ist als Tod von Eding weithin bekannt.
Entsprechend ihrer Bedeutung für die Menschen fand die Rede von der Totenuhr natürlich auch Eingang in die Volksdichtung, die Literatur und die Musik. Einige Beispiele dafür sind:
- Andreas Gryphius (1616–1664): „sei, wenn die todten-uhr wird schlagen, mein schutzherr, leitsmann, weg und liecht!“ Gedancken über den kirch-hof und ruhe-stätte der verstorbenen. In: Hermann Palm (Hrsg.): Lyrische Gedichte. Tübingen 1854, S. 349 (Strophe 35); Textarchiv – Internet Archive.
- Johann Christian Günther (1695–1723): „So ists! die Todten-uhr wird niemals wandelbar, ihr Zeiger irret nicht.“ (Bei dem Grabe Herrn Johann Gottlieb Kaysers, 1716. den 14. May. In: Gedichte. 6. Auflage. 1764, S. 567 (eingeschränkte Vorschau in der Google-Buchsuche))
- Johann Martin Miller (1750–1814): „sie habe schon die Todtenuhr schlagen und die Sterbeglocken läuten hören.“ Siegwart. Eine Klostergeschichte. 2. Auflage. 1777, S. 68; Textarchiv – Internet Archive.
- Laurence Sterne (1713–1768): „ich habe seither jede Nacht die Todtenuhr gehört“ (Leben und Meinungen des Herrn Tristram Shandy, 168. Kap.)[2]
- Ludwig Hölty (1748–1776): „Bald hörten Schwestern / drauf die Todtenuhr in der Kammer pickern, und sahen / Auf der Diele den Sarg“. Der arme Wilhelm, vermutlich 1775. In: Gedichte. Besorgt durch seine Freunde Friedrich Leopold Graf zu Stolberg und Johann Heinrich Voß. Carlsruhe 1784. S. 20; Textarchiv – Internet Archive.
- Friedrich Rückert (1788–1866): „Was der Schlag der Todtenuhr / In der Wand bedeuten mag“. Herbst 1833 in Neuseß. In: Nicolaus Lena (Hrsg.): Frühlingsalmanach. 1835, S. 331 (Strophe 54); Textarchiv – Internet Archive.
- Gustav Freytag (1816–1895): „Alles war still, nur ein leises Klopfen klang regelmäßig wie der Pendelschlag der Uhr in dem wüsten Raum. »Das ist die Totenuhr,« flüsterte die Prinzessin. »Der Holzwurm thut seine Arbeit im Dienst der Natur, er löst, was abgelebt ist, in seine Elemente.«“ Gustav Freytag: Die verlorene Handschrift. In: Gesammelte Werke. Band 7: Romane. Zweiter Theil, Viertes Buch, 9: Im Thurm der Prinzessin. S. 337; Digitalisat. zeno.org.
- Annette von Droste-Hülshoff (1797–1848): Das erste Gedicht. Kompletttext wortblume.de
- Eduard Mörike (1804–1875): „Ich hör’ in der Registratur erst eine Weil’ die Todtenuhr. …“ Der alte Turmhahn; Digitalisat. zeno.org.
- Georg Büchner (1813–1837): „Das Picken der Todtenuhr in unserer Brust ist langsam“ (Leonce und Lena, II. Act, 2. Szene)
- Ludwig Anzengruber (1839–1889): Der Meineidbauer. (Uraufführung 1871) im Projekt Gutenberg-DE
- Anton Bruckner: Sinfonie Nr. 8 C-Moll (Uraufführung 1892; den ersterbenden Ausklang des Kopfsatzes soll Bruckner mit dem Klopfen der Totenuhr verglichen haben)
- W. G. Sebald: Die Ausgewanderten. S. 165: Die Totenuhren sollen die Narrenburg zum Einsturz bringen